# Knut Hedemann
Knut Hedemann, född den 13 maj 1922 i Ringsaker, död den 2 maj  2011, var en norsk diplomat och ambassadör.
Efter examen artium 1943 flydde han till Sverige år 1944, han hade tillsammans med sin bor Johannes Hedemann varit aktiv i Milorg. Efter kriget studerade han vidare i USA 1946–1947 och återvände sedan till studier vid Universitetet i Oslo, där han tog en jur.kand. 1948. Samma år började han i det norska utrikesdepartementet. Karriären inleddes som förstasekreterare vid Norges ambassad i London och Norges ambassad i Paris, han återvände till Oslo som byråchef 1958 och blev underdirektör 1961. Från 1963 var han chargé d'affaires i Tel Aviv och Ankara och ambassadråd vid Norges ambassad i Stockholm. 
Åter i Oslo 1964 blev han expeditionschef med mera, innan han 1972 reste ut som chargé d'affaires i Nairobi. Därefter följde tre ambassadörsposter, först vid Norges ambassad i Ottawa 1975–1978, därefter vid Norges ambassad i Washington 1978–1984 och slutligen vid Norges ambassad i Wien 1984–1990.  Han tilldelades Sankt Olavs Orden 1979.
Knut Hedemann var son till stationsmästaren och socialdemokratiske politikern (Arbeiderpartiet) Rudolf Hedemann (1889–1978) och Kristiane Bjørgås (1896–1964).